# Fabien Barthez
Fabien Alain Barthez (* 28. Juni 1971 in Lavelanet, Ariège) ist ein ehemaliger französischer Fußballtorwart und aktueller Automobilrennfahrer.

## Fußball

### Verein
Barthez spielte als Profi für den FC Toulouse, die AS Monaco, Manchester United, Olympique Marseille und den FC Nantes. Nachdem er im Sommer 2006 keinen neuen Verein hatte finden können, gab Barthez Anfang Oktober 2006 seinen Rücktritt bekannt, den er zwei Monate später jedoch revidierte und einen Vertrag beim FC Nantes unterschrieb. Auch dort trat er im April 2007 zurück, nachdem ihn vermutlich angetrunkene Fans im Anschluss an ein verlorenes Ligaspiel angegriffen und in eine Prügelei verwickelt hatten. Barthez verließ nur einen Tag später mit seiner Familie die Stadt.

### Nationalmannschaft
Barthez bestritt sein erstes Länderspiel in der französischen Nationalmannschaft 1994. Stammtorwart wurde er allerdings erst nach der Europameisterschaft 1996. Er ist nach Peter Shilton der zweite Torhüter, der in zehn WM-Spielen kein Gegentor kassierte. Den Rekord egalisierte er im Halbfinale bei der WM 2006 gegen Portugal, eine Erhöhung im Finale auf elf Spiele verhinderte Marco Materazzi durch sein Tor zum 1:1. Er ist neben Sepp Maier, Dino Zoff und Iker Casillas einer von vier Torhütern, die bei aktiven Spieleinsätzen sowohl Welt- als auch Europameister wurden. Außerdem ist er einer von wenigen Torhütern, die zwei WM-Endspiele bestritten. Zudem gewann er mit Frankreich 2003 das Confed-Cup-Endspiel.

### Spielweise
Barthez war ein sehr schneller und beweglicher Torwart und zeigte mit seinen spektakulären Paraden auf der Linie immer wieder sein Ausnahmetalent. Eine Schwäche von ihm waren hohe Bälle. Er verließ außerdem auffällig schnell den 5-Meter-Raum und versuchte somit, Flankenbälle abzufangen.

### Dopingsperre
Bei einer Doping-Kontrolle am 3. Oktober 1995 wurde Barthez Haschisch-Konsum nachgewiesen. Dieser ist nicht leistungsfördernd, führt aber zu „positiver Enthemmung“. Barthez wurde im Januar 1996 vom französischen Fußballverband für vier Monate gesperrt.

### Titelgewinne und Auszeichnungen
- Champions-League-Sieger: 1993
- Französischer Meister 1997, 2000
- Französischer Supercupsieger: 1997
- Weltmeister: 1998
- Étoile d’Or: 1998
- Europameister: 2000
- Wahl in das UEFA-Allstars Team der Fußball-Europameisterschaft: 2000
- IFFHS-Welttorhüter des Jahres 2000
- Confed-Cup-Sieger: 2003
- Englischer Meister: 2001, 2003
- Vize-Weltmeister: 2006
- Platz 1 der Bestenliste französischer Torhüter von France Football (Oktober 2006)
- Ritter der französischen Ehrenlegion
- Spieler des Monats der Ligue 1: September 2004

### Sonstiges
- Sein im November 2009 verstorbener Vater, Alain Barthez, war ein erfolgreicher Rugbyspieler, der ein Länderspiel bestritt. Fabien Barthez selbst ist Vater von drei Kindern.
- 2013 wurde er von der französischen Sport-Tageszeitung L’Équipe mit einem Ehrenpreis („Champion des champions d’honneur“) geehrt.

## Motorsport
Im Jahr 2008 gab Barthez im Porsche Matmut Carrera Cup France sein Debüt als Automobilrennfahrer und absolvierte insgesamt acht Rennen in jener Meisterschaftssaison sowie im Rahmen des Grand Prix de Pau die beiden Rennen des THP Spider Cup. Nachdem er 2009 sporadisch in verschiedenen Serien angetreten war, darunter erneut für zwei Rennen im französischen Carrera-Cup, nahm er im folgenden Jahr an sechs Rennen der französischen GT-Meisterschaft – wobei er in Dijon zusammen mit seinem Partner Morgan Moullin-Traffort einen dritten Platz erzielte – sowie am Rennwochenende der Lamborghini Super Trofeo in Le Castellet teil. 2011 fuhr er wieder fünf Rennen in der französischen GT-Meisterschaft und bestritt außerdem den ersten Grand Prix de Pau Electrique.

## Motorsport-Statistik

### Le-Mans-Ergebnisse
| Jahr | Team                      | Fahrzeug               | Teamkollege   | Teamkollege       | Platzierung | Ausfallgrund |
| ---- | ------------------------- | ---------------------- | ------------- | ----------------- | ----------- | ------------ |
| 2014 | Team Sofrev ASP           | Ferrari 458 Italia GT2 | Anthony Pons  | Soheil Ayari      | Rang 27     |              |
| 2016 | Panis-Barthez Competition | Ligier JS P2           | Timothé Buret | Paul-Loup Chatin  | Rang 12     |              |
| 2017 | Panis-Barthez Competition | Ligier JS P2           | Timothé Buret | Nathanaël Berthon | Ausfall     | Unfall       |